# HMS Whitehall (D94)
«Вайтхолл» (D94) (англ. HMS Whitehall (D94) — військовий корабель, ескадрений міноносець «Модифікований Адміралті» типу «W» Королівського військово-морського флоту Великої Британії за часів Другої світової війни.
Ескадрений міноносець «Вайтхолл» був замовлений у січні 1918 року ще за часів Першої світової війни. Закладка корабля відбулася у червні 1918 року на верфі компанії Swan Hunter у Волсенді. Згодом переведений до корабельні Chatham Dockyard у Чатемі, де будівництво корабля завершувалося. 19 березня 1919 року він був спущений на воду, а 9 липня 1924 року увійшов до складу Королівських ВМС Великої Британії.
Есмінець брав участь у бойових діях на морі в Другій світовій війні, бився у Північній Атлантиці, біля берегів Франції, Англії та Норвегії, супроводжував арктичні конвої.
За час воєнних дій у взаємодії з іншими кораблями потопив три німецькі підводні човни U-394, U-306 і U-314.
За проявлену мужність та стійкість у боях бойовий корабель заохочений п'ятьма бойовими відзнаками.

## Бойовий шлях
Після вводу до строю Королівського флоту, есмінець «Вайтхолл» нетривалий термін перебував на дійсній службі, коли через економічні чинники його перевели до резерву флоту та законсервували. У серпні 1939 року корабель вивели з резерву та перевели до Росайта, де включили до 15-ї флотилії есмінців місцевого командування.

### 1939
4 вересня 1939 року, наступного дня після вступу Великої Британії у війну, лінійні кораблі «Роял Оак» та «Роял Соверін» вийшли у супроводі есмінців «Броук», «Вондерер» та «Вайтхолл» зі Скапа-Флоу на патрулювання до Оркнейських та Шетландських островів. У морі до них приєдналися ще три есмінці «Форсайт», «Форестер» та «Фьюрі». 6 вересня кораблі повернулися до ВМБ.
Надалі до листопада 1939 року есмінець брав участь у конвоюванні та патрулюванні у Північному морі. У грудні «Вайтхолл» перевели до Командування Західних підходів для забезпечення прикриття конвоїв, що проходили по Південно-Західних проходах. 28 грудня 1939 року він разом з «Вейнок», «Вірлвінд» та «Віверн» вийшли на ескорт конвою OG 21, що прямував до Гібралтару. Британські ескадрені міноносці перебували з транспортним конвоєм до передачі його французьким військовим кораблям, після чого повернули на базу.

### 1941
2 серпня 1941 року «Вайтхолл» діяв у далекому океанському ескорті конвою WS 10.

### 1943
19 листопада 1943 року есмінець «Вайтхолл» разом з оперативною групою британського флоту забезпечували прикриття конвою JW 54A.

#### Бій біля Нордкапа
20 грудня 1943 року з бухти Лох-Ю в Шотландії вийшов черговий арктичний конвой JW 55B з 19 транспортних та вантажних суден. До складу сил супроводу під командуванням віце-адмірала Б. Фрезера входили: лінкор «Герцог Йоркський», крейсери «Белфаст», «Норфолк», «Шеффілд», «Джамайка» і чотири есмінці «Саумарез», «Савідж», «Скорпіон» і норвезький «Сторд».
26 грудня 1943 року о 8:40 в умовах повної полярної ночі кораблі союзників вступили в бій з німецьким ударним угрупованням флоту, яке очолював лінійний корабель ВМС Третього Рейху «Шарнгорст».
В ході морського бою, який точився протягом дня, британські кораблі завдали серйозних пошкоджень лінкору «Шарнгорст», який приблизно о 18:45 внаслідок отриманих ушкоджень від вогню противника затонув.

### 1944
28 січня 1944 року «Вайтхолл» вийшов з ескортною групою конвою JW 56B, що прямував до Кольської затоки. Транспортний конвой зазнав скоординовані атаки німецьких субмарин.. У ході зіткнень «Гарді» дістав важких пошкоджень і був затоплений.
30 січня есмінці «Метеор» і «Вайтхол» південно-східніше острову Ведмежий затопили німецький підводний човен U-314.
Протягом березня 1944 року ескадрений міноносець «Вайтхолл» супроводжував знову до берегів Баренцевого й Білого морів конвої JW 58 з 47 транспортних та вантажних суден.
20 квітня 1944 року «Вайтхолл» вийшов у черговий похід до Кольської затоки, супроводжуючи крейсер «Дайадем» і ескортні авіаносці «Фенсер» і «Актівіті», куди без втрат прибули 23 квітня.

### 1945
У лютому 1945 року есмінець взяв участь у супроводі конвою JW 64. 10 лютого «Вайтхолл» та «Ларк» відбили напад німецького торпедоносця. 15 лютого конвой прибув у Кольську затоку. 16 лютого «Вайтхолл» брав участь у протичовновій операції біля виходу з Кольської затоки, 17 лютого приєднався до конвою RA 64. 17 лютого «Ларк» був пошкоджений німецькою торпедою і змушений був повернутись назад. 21 лютого, через проблеми з котлом «Вайтхолл» змушений був покинути конвой і рухатись самостійно. 
Після ремонту, який завершився у березні 1945 року, «Вайтхолл» був відправлений на патрулювання навколо Великої Британії, яке він продовжував до закінчення війни.

### Завершення служби
У травні 1945 року «Вайтхолл» був виведений в резерв. Після капітуляції Японії 15 серпня 1945 року «Вайтхолл» був проданий на злам компанії «British Iron & Steel Corporation». 27 жовтня корабель прибув на верх компанії у Барроу-ін-Фернес, де і був розібраний.